# Дмитрово (Подольський міський округ)
Дми́трово (рос. Дмитрово) — присілок у складі Подольського міського округу Московської області, Росія.

## Історія
Відоме з XVI століття. Спочатку називалося Дмитровське-Манушкіно. Село входило у володіння генеральші Нейдгард. За даними 1859 року в селі Дмитрово було 35 дворів і 143 жителі.
У даний час в селі є газ, телефон, вуличне освітлення і дорога з твердим покриттям. Проїзд від станції Гривно Курського напрямку.

## Населення
Населення — 61 особа (2010; 43 у 2002).
Національний склад (станом на 2002 рік):
- росіяни — 98 %

## Визначні пам'ятки
Західніше села знаходиться городище і вали стародавнього міста Перемишль Московський, заснованого в 1152 році князем Юрієм Долгоруким. У XVII столітті місто припинило своє існування. Поруч розташоване городище «Родневське». Городища «Перемишль Московський» і «Родневське» є пам'ятками археології федерального значення.